# Hotel Rwanda
Hotel Rwanda je film z roku 2004 natočený v koprodukci JAR, Spojeného království a Itálie.
Jde o válečné drama natočené podle skutečných událostí, totiž rasové genocidy ve Rwandě v roce 1994 uskutečňované Hutuy na Tutsiích i umírněných Hutech při pasivním dohledu mírových sil OSN. Při této události zahynul téměř milion obětí. Paul Rusesabagina byl v té době manažerem luxusního hotelu v hlavním městě, v jehož areálu umožnil přežít více než 1200 uprchlíků. Ve filmu jeho postavu ztvárnil herec Don Cheadle.
Film byl nominován na Oscara ve třech kategoriích, z nichž ale neproměnil ani jednu.